# Swan Quarter
Swan Quarter är administrativ huvudort i Hyde County i North Carolina. Orten har 324 invånare (2010), av vilka 17,1 procent lever under fattigdomsgränsen. Swan Quarter har fått sitt namn efter markägaren Samuel F. Swann.